# دگرریختی فلات قاره‌ای ایران زمین
دگرریختی فلات قاره‌ای ایران زمین کتابی از مانوئل بربریان است که در سال ۱۳۶۲ منتشر و در مراسم کتاب سال جمهوری اسلامی ایران به‌عنوان کتاب برگزیده معرفی شد.